# Южный (Нагайбакский район)
Ю́жный — рабочий посёлок (посёлок городского типа) в Нагайбакском районе Челябинской области России.
Население составляет 1514 чел. (2021)

## География
Посёлок расположен у слияния рек Кызыл-Чилик и Темир-Зингейки, в 20 км от районного центра села Фершампенуаз, в 90 км от города Магнитогорска. Ближайшая железнодорожная станция Джабык расположена в 48 км.

## История
Посёлок Южный возник в 1947 году из Астафьевского участка (с 1949 года участок «Хрусталь», с 1952 года временный посёлок геологов и горняков Красная горка) Астафьевского месторождения горного хрусталя. Официально зарегистрирован в статусе рабочего посёлка в 1961 году. 
В 1979 году в посёлок было переселено населения посёлка Берёзки, входившего в состав поселкового совета.
Градообразующим предприятием был Астафьевский кварцевый рудник, на котором трудилось большая часть населения. Рудник разрабатывался для нужд оборонной промышленности, добывалось пьезосырье (кварц).

## Население
| 1970  | 1979  | 1989  | 2002  | 2005  | 2006  | 2007  |
| ----- | ----- | ----- | ----- | ----- | ----- | ----- |
| 3560  | ↘2943 | ↘2683 | ↘2159 | ↘2090 | ↗2099 | ↘1805 |
| 2008  | 2009  | 2010  | 2011  | 2012  | 2013  | 2014  |
| ↗2064 | ↘1751 | ↗1995 | ↘1990 | ↘1912 | ↘1887 | ↘1830 |
| 2015  | 2016  | 2017  | 2018  | 2019  | 2020  | 2021  |
| ↘1786 | ↘1746 | ↗1749 | ↘1742 | ↘1696 | ↘1694 | ↘1514 |

## Инфраструктура
В настоящее время функционируют предприятие-филиал управления «Союзшахтоосушения» с профилем разведки и бурения скважин для водоснабжения, подстанция «Красная горка» «Россетей»», Астафьевское лесничество Верхнеуральского лесхоза, ООО «ГПП «Рудник Южный», в малых масштабах разрабатывающее рудник, муниципальное предприятие «Жилкомхоз». В посёлке имеется детская школа искусств, детско-юношеская спортивная школа, средняя школла на 960 мест, пункт ветеринарной службы.